# Römershagen

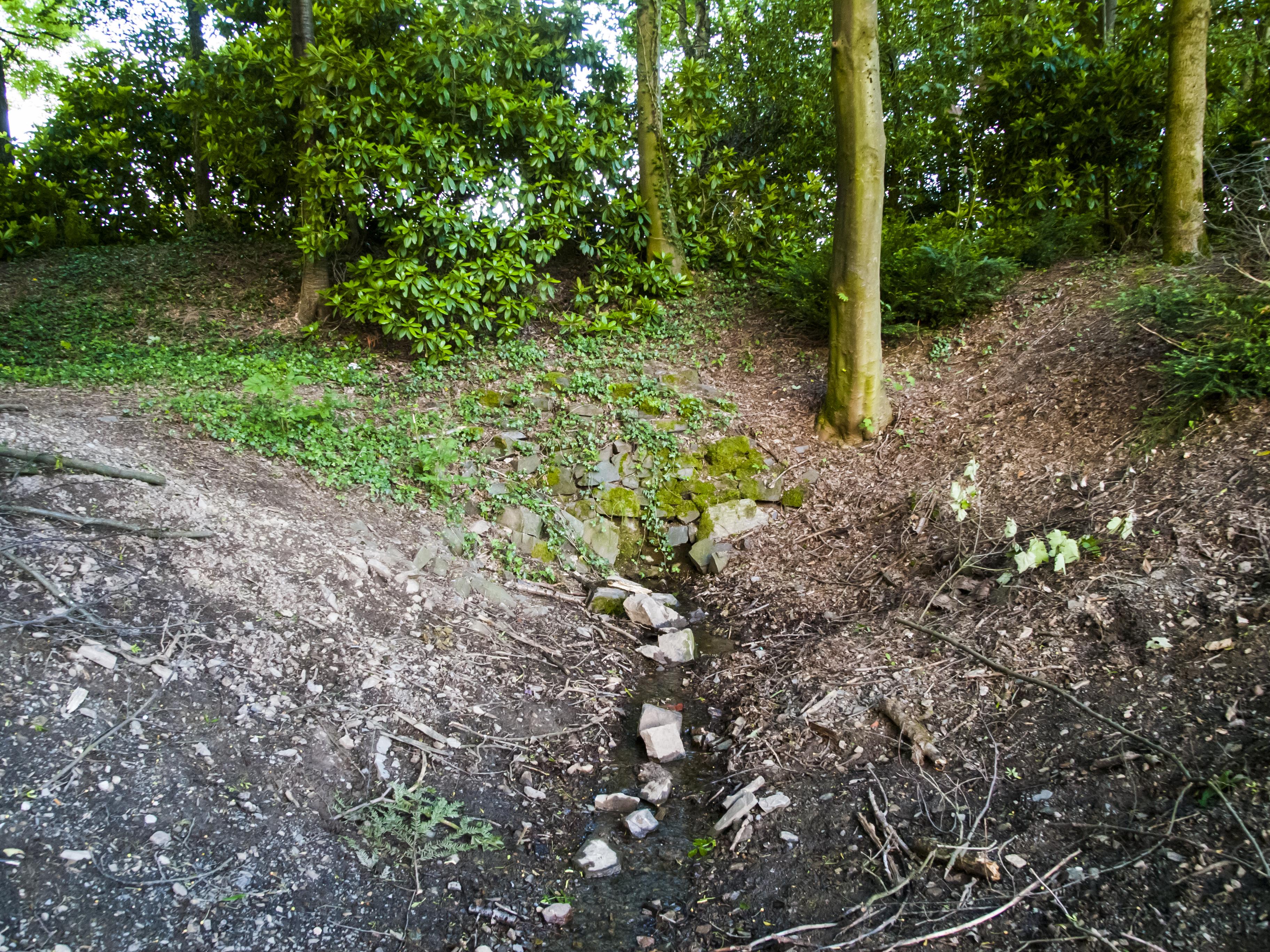
Biggequelle

Römershagen ist ein Ortsteil der Gemeinde Wenden im Sauerland, Nordrhein-Westfalen (Deutschland).

## Geographische Lage
Römershagen liegt im äußersten Süden des Kreises Olpe rund 4,5 km südsüdwestlich des Wendener Kernorts. Es befindet sich innerhalb des Naturparks Ebbegebirge nahe dessen Südgrenze, die zugleich die Grenze zu Rheinland-Pfalz bildet. Am südöstlichen Dorfrand entspringt der Lenne-Zufluss Bigge.

## Geschichte

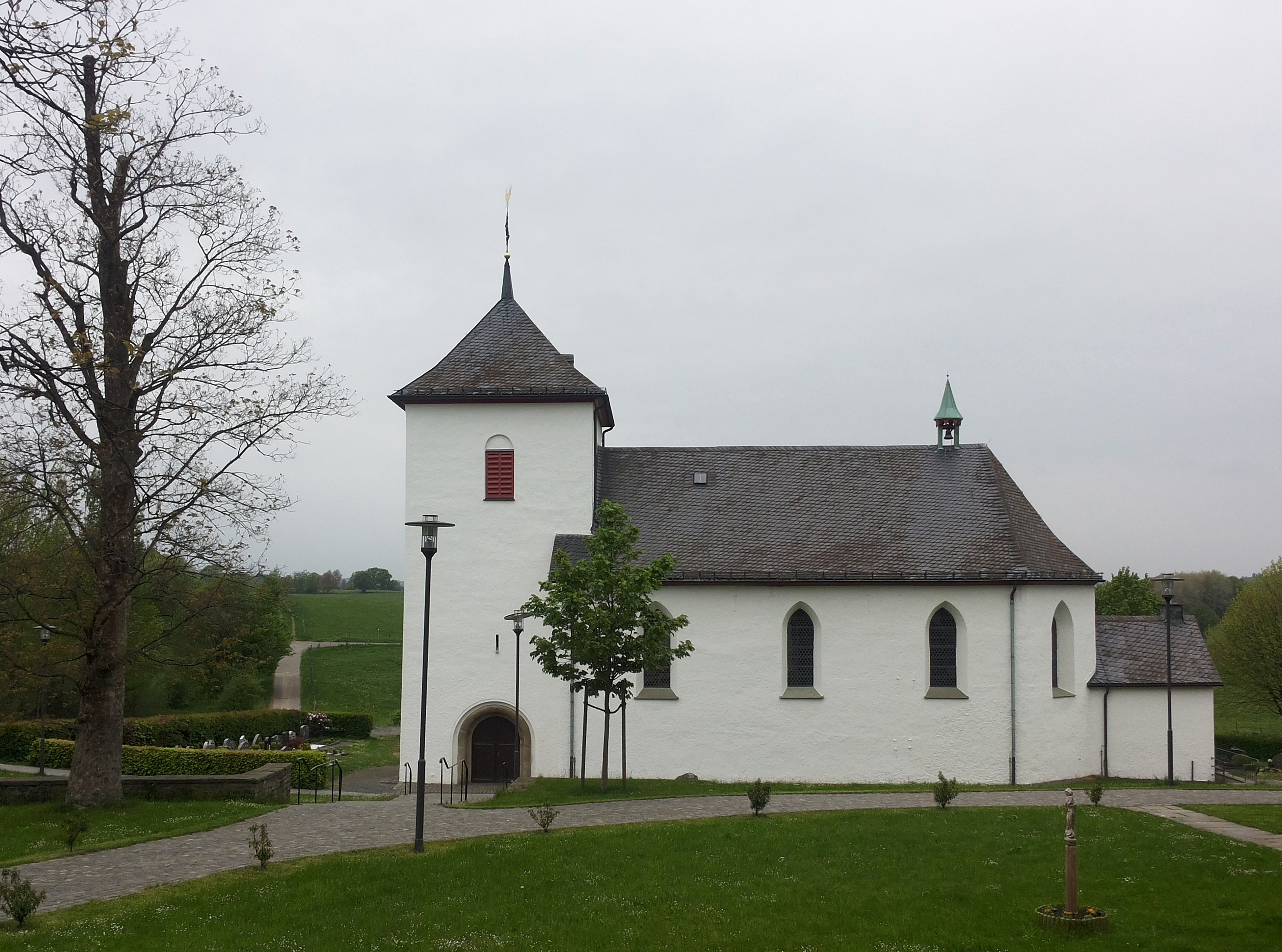
Kirche St. Marien Römershagen

Bis zur kommunalen Neugliederung des Landes Nordrhein-Westfalen war Römershagen Sitz einer der beiden Gemeinden, die das Amt Wenden bildeten. Die Gemeinde Römershagen bestand aus den Ortsteilen Dörnscheid, Döingen, Römershagen, Heid, Rothenborn, Rothemühle, Bebbingen, Schwarzbruch und Huppen.
Im Zuge der Neugliederung wurden die Gemeinden Römershagen und Wenden durch das Gesetz zur Neugliederung des Landkreises Olpe am 1. Juli 1969 zur neuen Gemeinde Wenden zusammengelegt, die flächengleich mit dem alten Amt Wenden ist.

### Wappen
Blasonierung: „Geteilt von Rot und Silber, oben über einem mit der Spitze nach rechts gerichteten silbernem Schwert mit rundem Knauf eine silberne Muschel, unten ein durchgehendes schwarzes Balkenkreuz.“
Das Wappen der ehemaligen Gemeinde Römershagen zeigte die Jakobsmuschel und wies damit den Ort mit seiner Kirche als Station des Jakobspilgerwegs aus. Das Schwert ist ein Hinweis auf den hier früher vorhandenen Freistuhl. Das schwarze Balkenkreuz erinnert an die frühere Zugehörigkeit zu Kurköln.

## Bauwerke

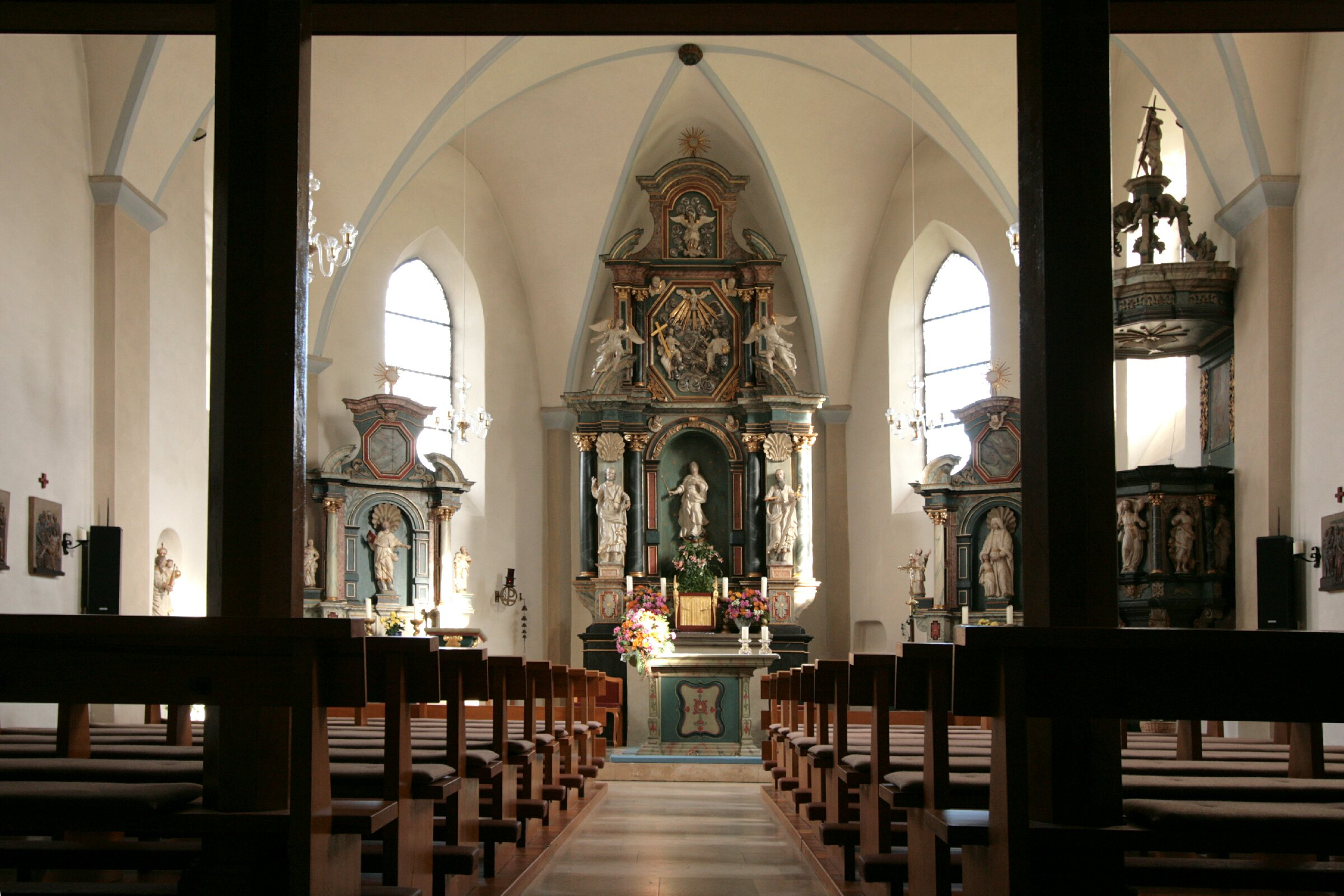
Innenansicht der Kirche in Römershagen

### Kirche St. Marien Römershagen
Die Pfarrkirche Maria regina coeli zu Römershagen wurde 1718 erbaut von Michael Spanner. Die Kirche ist ein schlichter Saalbau in gotisierendem Stil mit dreiseitigem 3/8 Schluss. Der romanische Turm soll ursprünglich ein Wehrturm gewesen sein.
Der Altar stammt aus der 1. Hälfte des 18. Jahrhunderts und ist mit barocken Heiligenfiguren ausgestattet. Die Kanzel von Johann Nikolaus Düringer ist aus dem Jahr 1734.
Heute gehört die Pfarrei St. Marien Römershagen zum Pastoralverbund Wendener Land.